# Goephanes varicolor
Goephanes varicolor är en skalbaggsart som beskrevs av Stefan von Breuning 1961. Goephanes varicolor ingår i släktet Goephanes och familjen långhorningar.
Artens utbredningsområde är Madagaskar. Inga underarter finns listade i Catalogue of Life.